# Abeokuta
Abeokuta est une ville du Nigeria, capitale de l'État d'Ogun, fondée en 1825 comme refuge contre les chasseurs d'esclaves du Dahomey et d'Ibadan.

## Géographie
- Altitude : 67 mètres.
- Latitude : 007° 09′ N
- Longitude : 003° 21′ E

## Histoire
En 1946, pour protester contre les taxes décidées par l'autorité coloniale britannique, les femmes de la ville et des alentours adhèrent en grand nombre à l'Union des femmes d'Abeokuta dirigée par Funmilayo Ransome-Kuti. L'action continue de ces femmes contraint le roi Alaké Ademola II, qui était encore une autorité reconnue par les Anglais, à l'exil. Les femmes sont libérées des taxes et elles obtiennent le droit de siéger dans les instances locales. Fondée aux environs de 1825 selon l'histoire par sodeke (shodeke) chasseur et chef réfugié Egba qui ont fui l'Empire Oyo en trouble (esclavage), Abeokuta signifie refuge parmi les Rochers. Comme capitale d'Egba, la ville fournissait de l'huile de palme en lien entre Lagos - ibadan et déclenche le conflit commercial contre Dahomey au temps de Gezoh (maintenant Bénin).

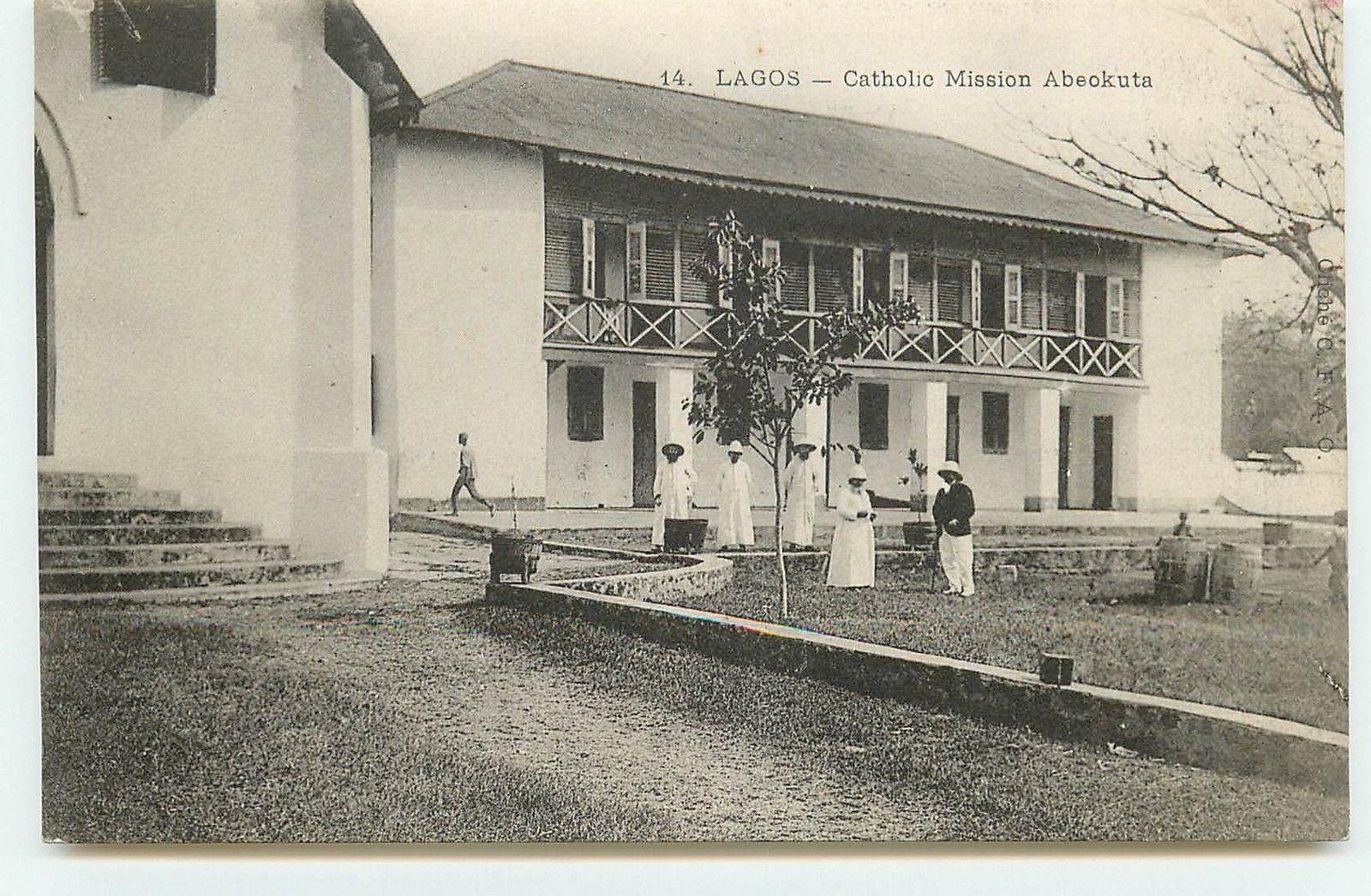
Mission catholique vers 1925.
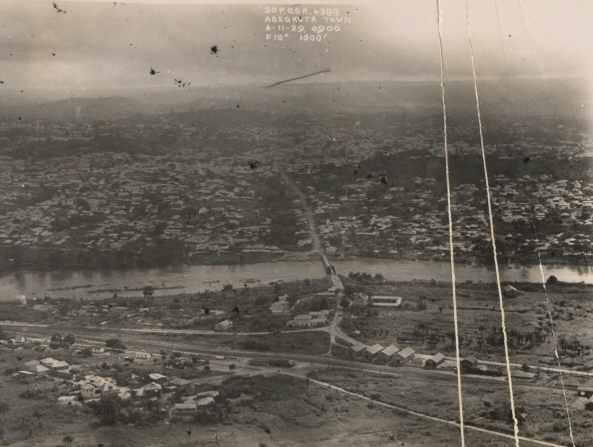
Vue générale en 1929.
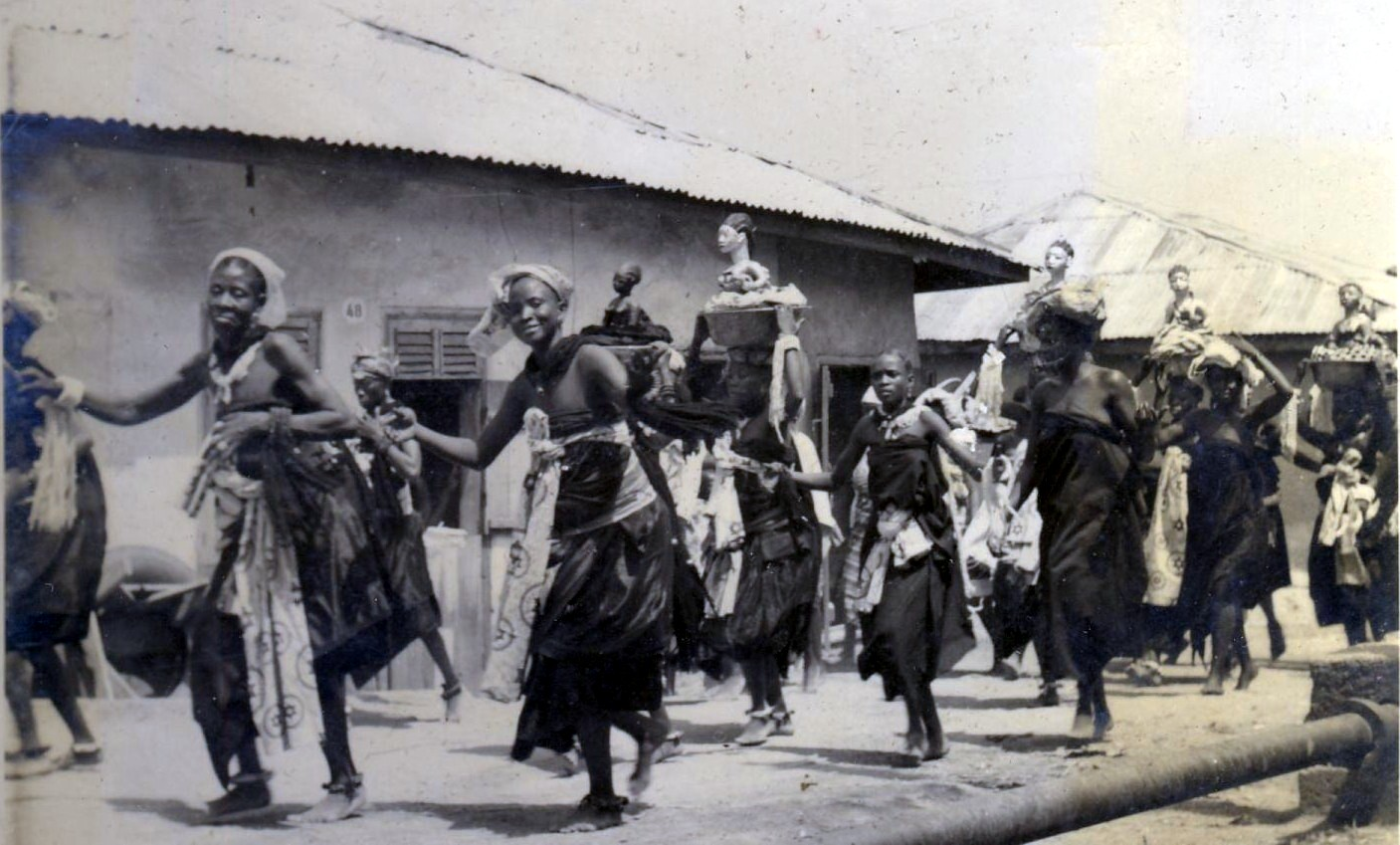
Procession en 1961.

## Transport

### Transport ferroviaire
Depuis 2021, Abeokuta est reliée aux mégapoles de Lagos (au sud) et d'Ibadan (au nord) par un chemin de fer à voie normale. Ces deux destinations sont ainsi accessibles en moins d'une heure de voyage depuis Abeokuta. Le départ se fera à la nouvelle gare centrale d'Abeokuta.

La nouvelle gare centrale d'Abeokuta.

## Économie
- Cimenterie.
- Industries textiles et alimentaires, cacao, arachides.
- Population : 593 140 habitants en 2005.

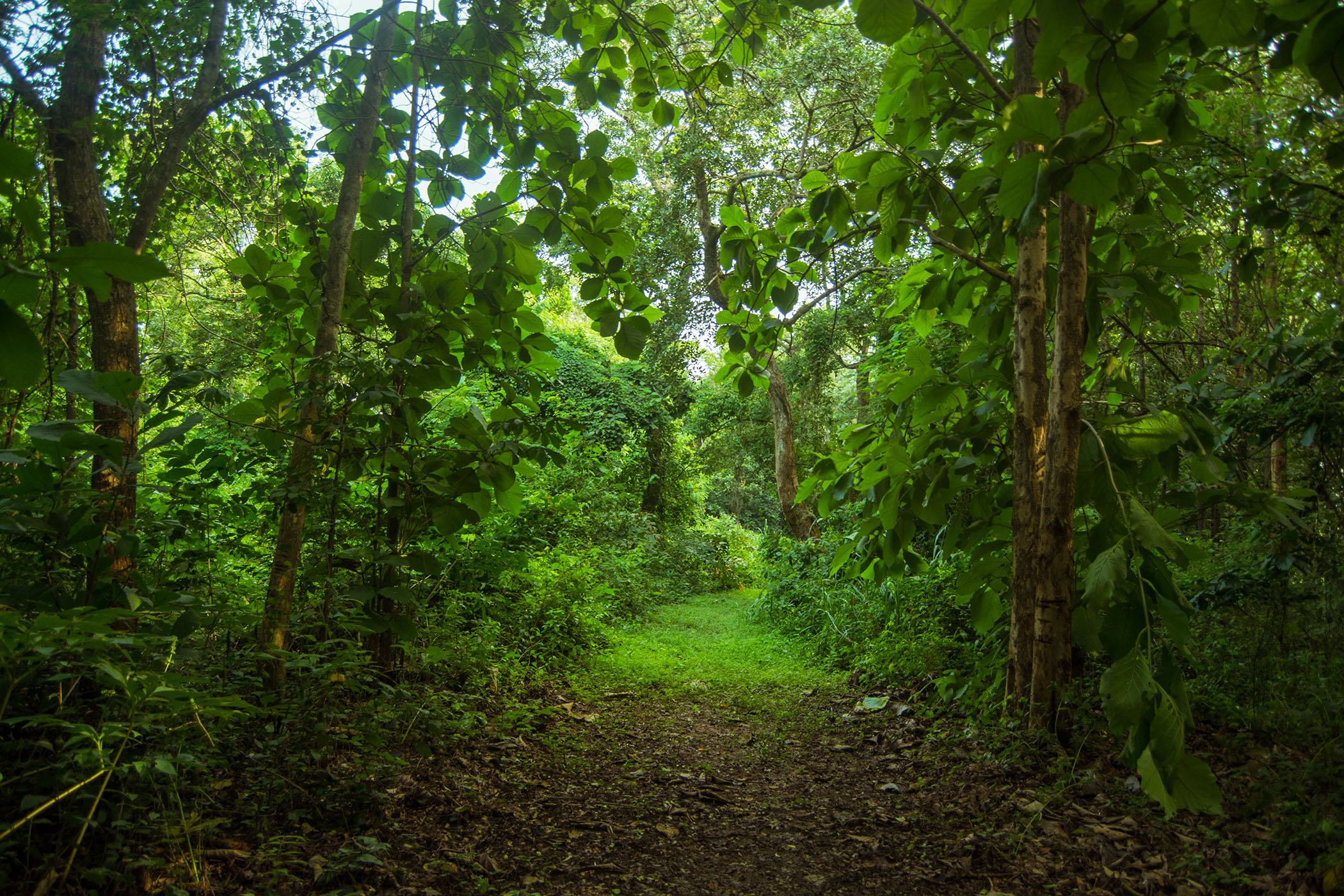
Pépinière forestière à l'université fédérale d'agriculture d'Abeokuta.
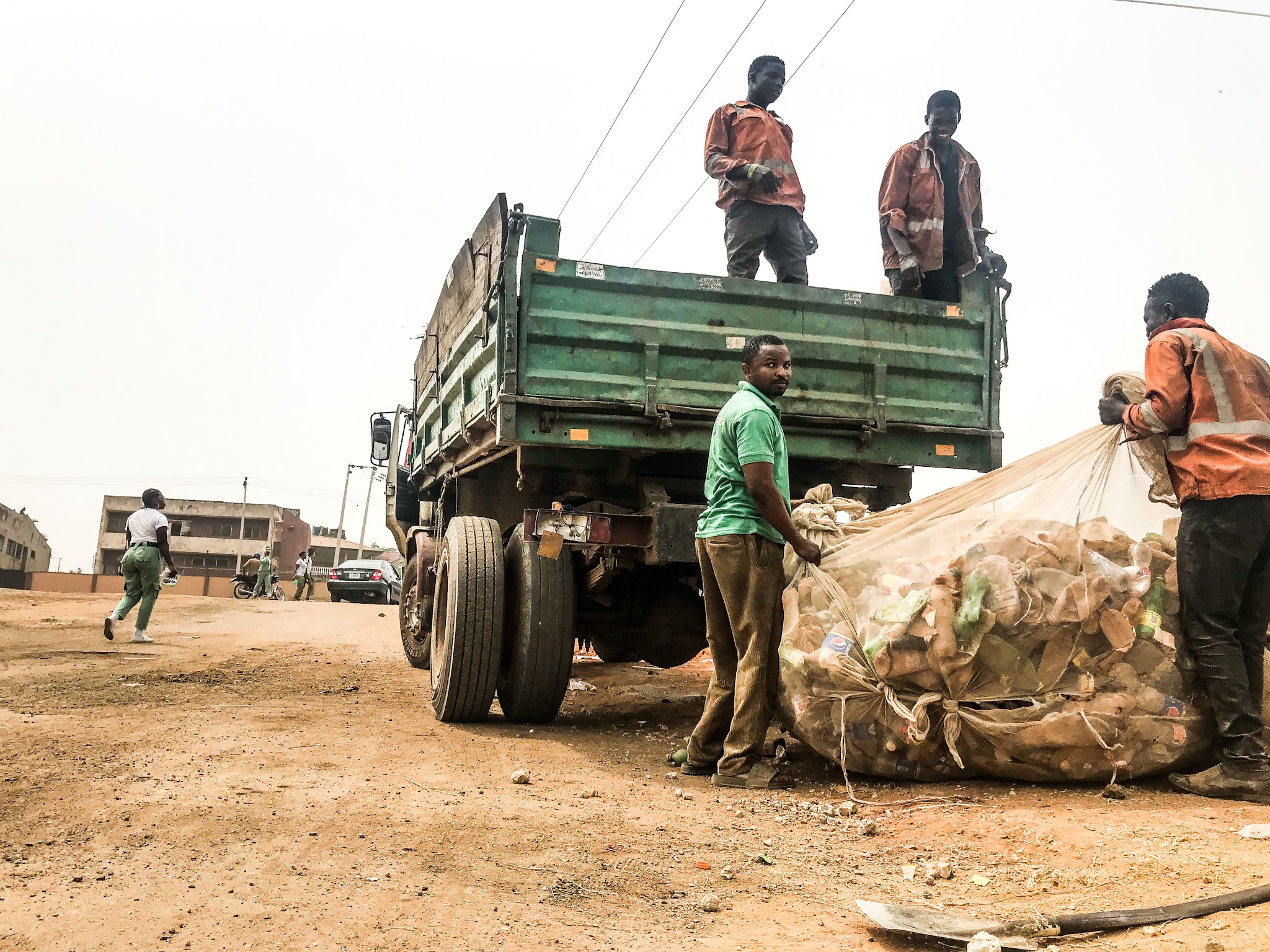
Recyclage du plastique.

## Personnalités
- Fela Kuti (1938-1997), chanteur, saxophoniste, chef d'orchestre et homme politique nigérian y est né.
- Wole Soyinka (1934-), écrivain nigérian, premier écrivain noir à être lauréat du prix Nobel de littérature, y est né.
- Shane Lawal, joueur de basket-ball, y est né.
- Funmilayo Ransome-Kuti (1900-1977), leader féministe, y est née.
- Efunroye Tinubu (1805-1887), y a vécu.
- Folake Solanke (1932-), avocate, administratrice et critique sociale nigériane.
- Moshood Abiola (1937-1998), homme d'affaires et homme politique nigerian.
- Aderounmu Adejumoke (1987-2024), actrice nigériane.
- Anike Agbaje-Williams (1936-2025), animatrice de télévision nigériane.